# President d'Ossètia del Sud
El President de la República d'Ossètia del Sud és el cap d'Estat de la parcialment reconeguda República d'Ossètia del Sud.

## Llista de Caps d'Estat de laRepública d'Ossètia del Sud(1991-Present)

### Caps del Consell Suprem (1992-1994)
| Presidència | Imatge | Nom              | Inici del mandat       | Fi del mandat          | Partit polític | Partit polític |
| ----------- | ------ | ---------------- | ---------------------- | ---------------------- | -------------- | -------------- |
| 1           |        | Znaur Gassiyev   | 26 de novembre de 1991 | 29 de desembre de 1991 | Independent    | Independent    |
| 2           |        | Torez Kulumbegov | 29 de desembre de 1991 | 23 de setembre de 1993 | Independent    | Independent    |
| 3           |        | Lyudvig Chibirov | 23 de setembre de 1993 | 27 de novembre de 1996 | Independent    | Independent    |

### Presidents
| Presidència | Imatge | Nom              | Inici del mandat       | Fi del mandat          | Partit polític | Partit polític |
| ----------- | ------ | ---------------- | ---------------------- | ---------------------- | -------------- | -------------- |
| 1           |        | Lyudvig Chibirov | 27 de novembre de 1996 | 18 de desembre de 2001 | Independent    | Independent    |
| 2           |        | Eduard Kokoiti   | 18 de desembre de 2001 | 10 de desembre de 2011 |                | Unitat         |
| Interí      |        | Vadim Brovtsev   | 11 de desembre de 2011 | 19 d'abril de 2012     |                | Unitat         |
| 3           |        | Leonid Tibílov   | 19 d'abril de 2012     | 19 d'abril de 2017     | Independent    | Independent    |
| 4           |        | Anatoli Bibílov  | 19 d'abril de 2017     | 24 de maig de 2022     |                | Ossètia Unida  |
| 5           |        | Alan Gagloiev    | 24 de maig de 2022     | Actualitat             |                | Nykhaz         |